# Federação Portuguesa de Ciclismo
Die Federação Portuguesa de Ciclismo (Portuguese Cycling Federation) ist der Verband für Radsportler in Portugal. Er wurde 1899 gegründet und hat seinen Sitz in Lissabon.
Von 2012 bis 2024 war Delmino Pereira, ehemaliger Radrennfahrer und zweifacher portugiesischer Straßenmeister, Präsident des Verbandes. Sein Nachfolger wurde Cândido Barbosa, ebenfalls ein ehemaliger Rennfahrer.
Die UVP-FPC ist Mitglied der Union Cycliste Internationale sowie der Union Européenne de Cyclisme. Zudem ist der Verband Mitglied im Dachverband Confederação do Desporto de Portugal und im Comité Olímpico de Portugal, dem Nationalen Olympischen Komitee Portugals.

## Geschichte
Der portugiesische Radsportverband FPC wurde am 14. Dezember 1899 als União Velocipédica Portuguesa (UVP) gegründet; seit 1944 nennt sich der Verband UVP-FPC. Gründungspräsident war Bernardo Homem Machado, Conde de Caria. 1901 fand eine erste Hauptversammlung der Delegierten statt. Der Radrennsport fand zu dieser in Portugal fast ausschließlich auf Radrennbahnen statt; die erste wurde 1888 in Algés eröffnet, der zahlreiche weitere folgten. Die ersten Radsportvereine waren Abteilungen bekannter Fußballclubs wie Benfica Lissabon.
Heute hat der Verband seinen festen Sitz in Lissabon in einem Gebäude, das ihm von der Stadt zur Verfügung gestellt wurde.

## Aktivitäten

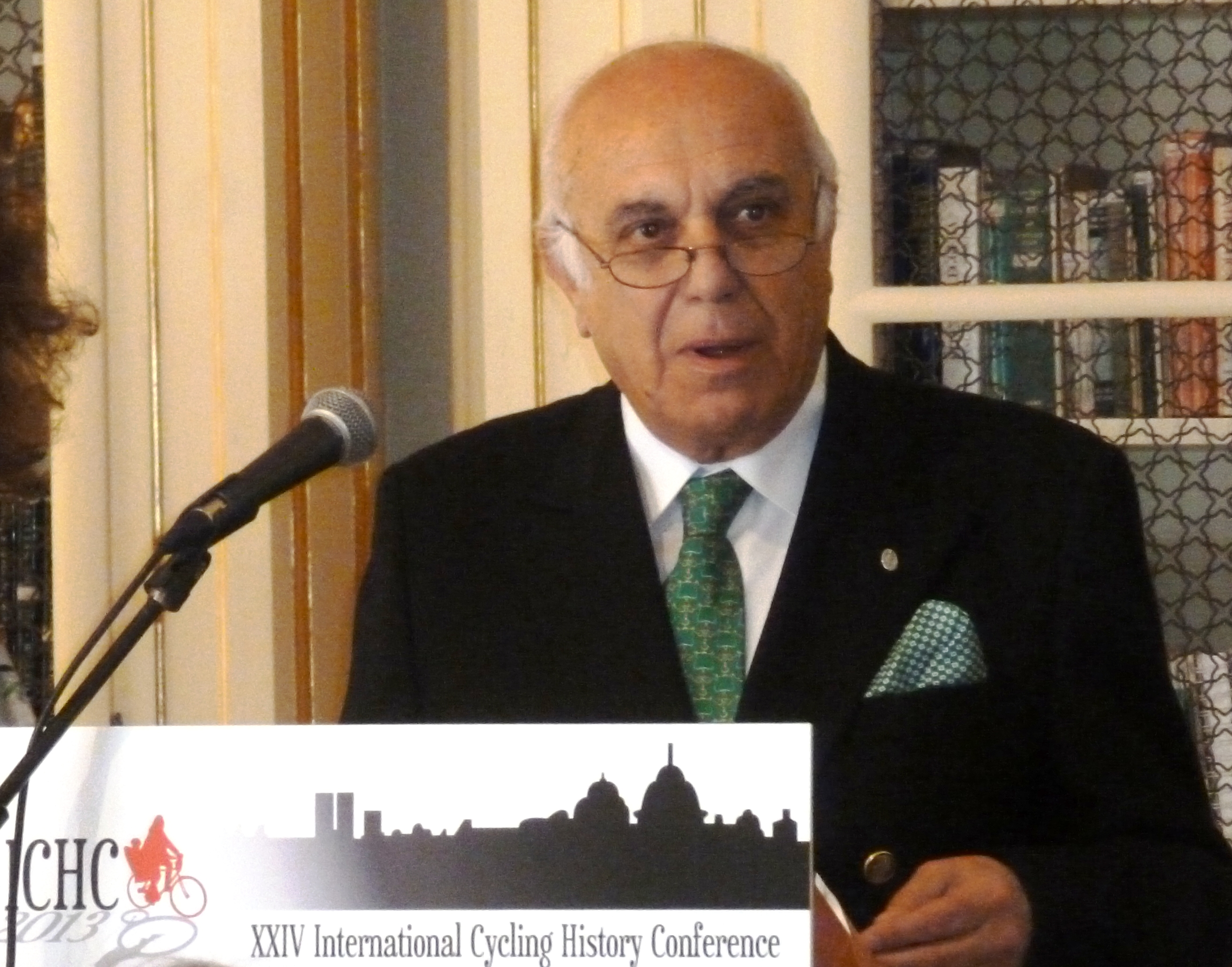
Artur M. Lopes, Präsident der FPC von 1992 bis 2012

Die FPC veranstaltet mehrere Radrennen, darunter die Portugal-Rundfahrt.

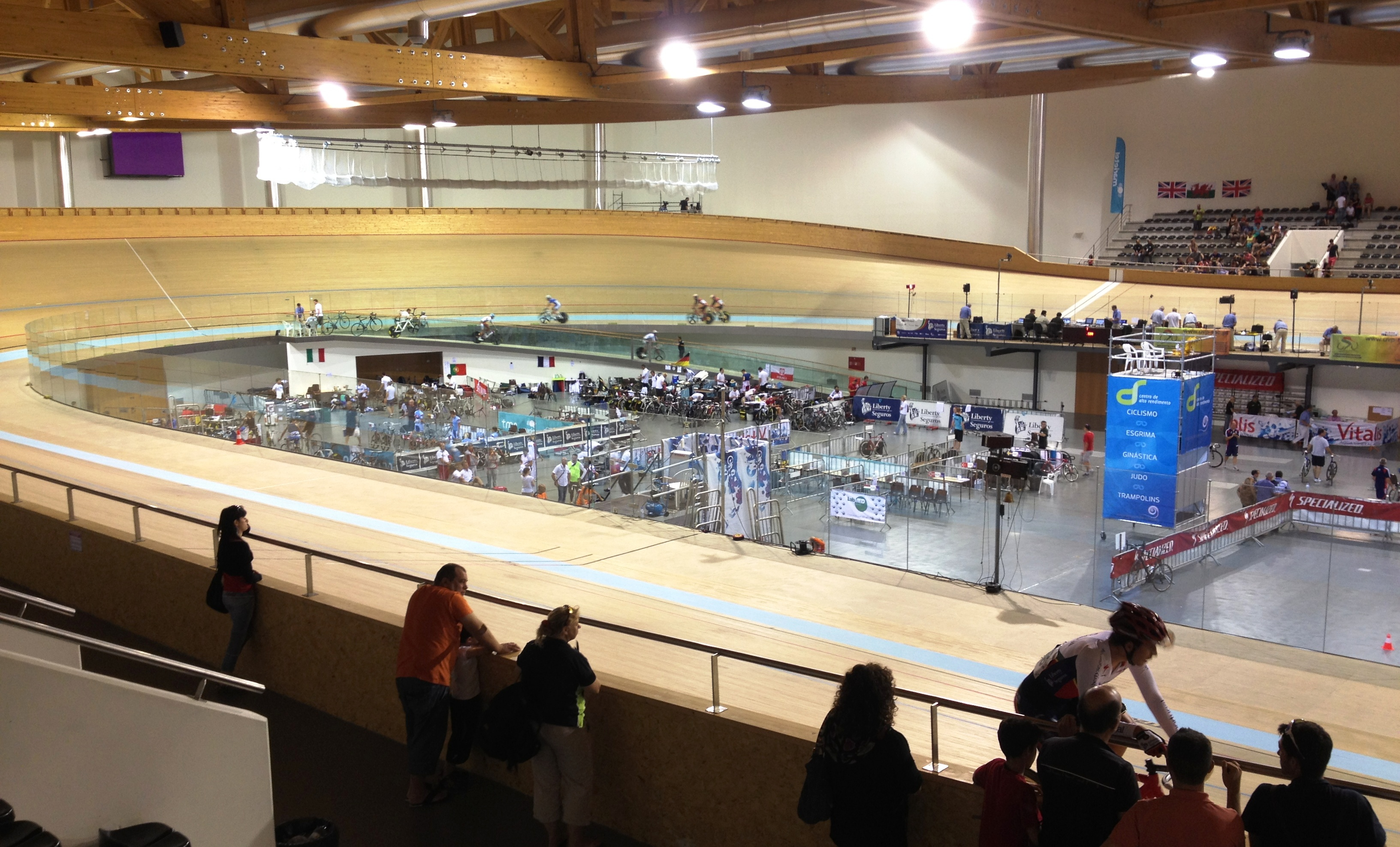
Im Velódromo Nacional

Seit 2009 betreibt sie das Velódromo Nacional in Sangalhos, 90 Kilometer südlich von Porto, in dem schon mehrfach Bahn-Europameisterschaften für Junioren stattfanden. Auch das Leistungszentrum (Centro de Alto Rendimento, CAR) des Radsportverbands ist hier beheimatet.

## Präsidenten
- 1899–1911: Bernardo Homem Machado, Conde de Caria
- 1911–1912: José Pontes
- 1913–1914: António Nunes Soares Júnior
- 1914–1929: J. J. Mendes Arnaut
- 1929: Carlos Alberto Simões

- 1929: Mário Nunes de Carvalho
- 1930: Vítor Alves
- 1930: Pedro José de Moura
- 1931–1933: Benvindo Cardoso
- 1934/35 und 1949: Álvaro de Oliveira
- 1935/36: Raul Vieira
- 1945: Manuel Mota
- ?: Pita Castelejo
- 1955–1966: Vicente Paulo Martins
- 1967–1973/74, 1975/76: Idalino de Freitas
- 1974: Fiel Farinha
- 1976–1983: Mário Ferreira
- 1984–1992: Henrique Castro
- 1992–2012: Artur Lopes
- seit 2012: Delmino Pereira